# Jerzy Grotowski
Jerzy Marian Grotowski (11. srpen 1933, Řešov – 14. leden 1999, Pontedera u Pisy) byl polský divadelní režisér a teoretik. Významný experimentátor a reformátor divadelního projevu.

## Život
Divadelní umění studoval v Krakově a v Moskvě a v roce 1959 založil Divadlo 13 řad v Opolí. Od roku 1965 pak neslo název Divadlo–laboratoř. V 70. letech Grotowski začal rozvíjet tzv. paradivadelní aktivity. Po roce 1982 realizoval zejména performance, uzavřené skupinové experimenty s prostorem, rytmem, tělem a hlasem s vazbou na psychoanalýzu. V té době již působil zejména v USA a v Itálii. V letech 1997-1999 byl řádným profesorem Ecole Supérieure d’Art Dramatique v Marseille. V italské Pontedře u Pisy založil divadelní a terapeutické středisko, kde nakonec zemřel.

## Dílo
Zformuloval i ideový program, který nazval „chudé divadlo“. Klíčovým cílem takového divadla je vybudovat vztah mezi divákem a hercem, přičemž divák se často stává součástí představení. Svou koncepci rozvinul zejména v knize Towards a Poor Theatre (Směrem k chudému divadlu). Silně ovlivnil divadla malých forem i postmoderní divadlo.

## Ocenění
Obdržel polskou státní cenu I. třídy a čestný doktorát univerzity v Pittsburgu (USA).
Byl zvolen členem Americké akademie umění a věd a členem MacArthur Fellowship.